# Kalev Kallo

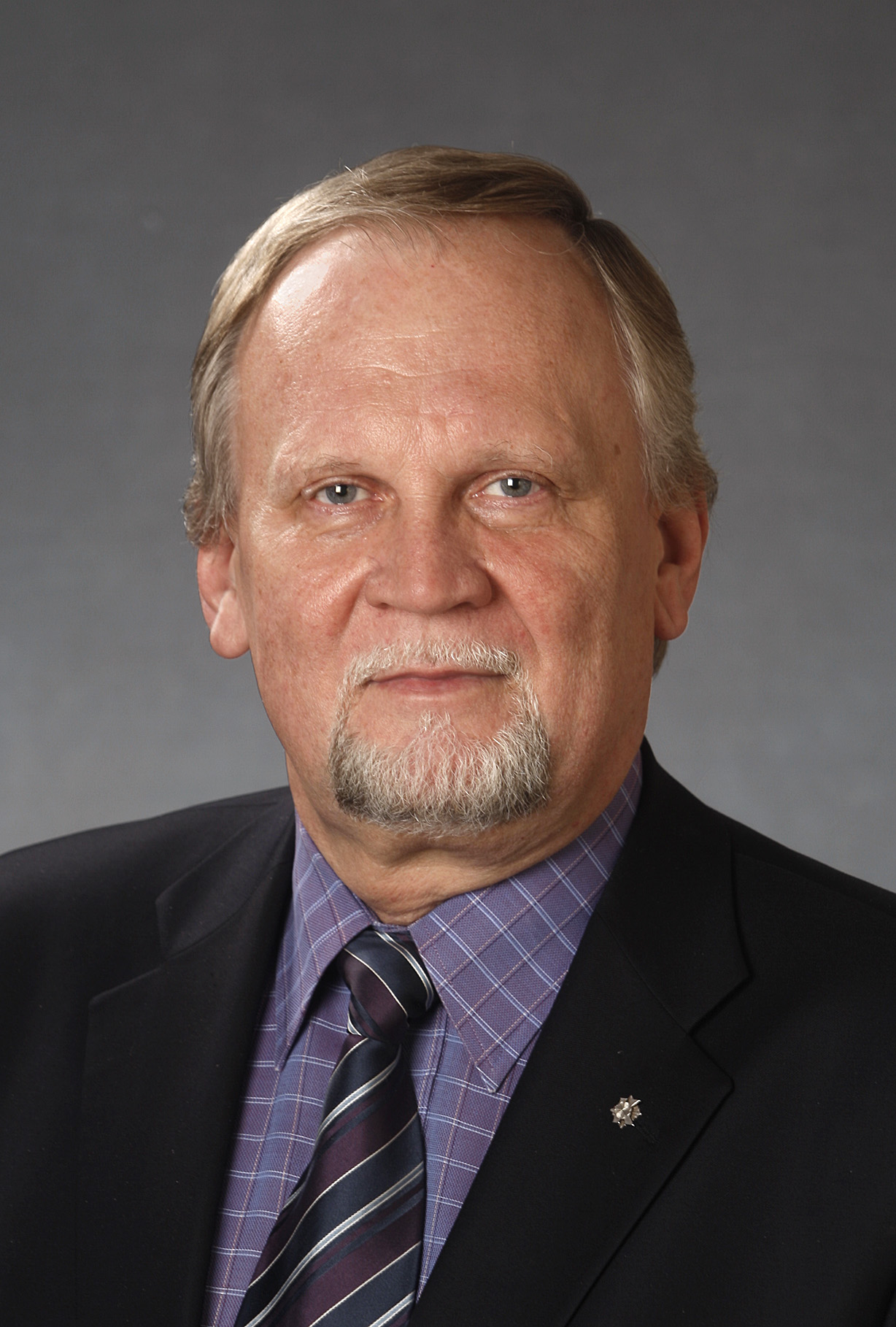
Kalev Kallo (2011)

Kalev Kallo (* 6. Dezember 1948 in der Landgemeinde Tali, heute Kreis Pärnu; † 30. Mai 2024) war ein estnischer Politiker. Von April bis November 1995 war Kallo Verkehrs- und Infrastrukturminister im zweiten Kabinett von Ministerpräsident Tiit Vähi. Er gehörte der Estnischen Zentrumspartei (Eesti Keskerakond) an.

## Ausbildung
Kalev Kallo schloss 1965 die Schule in Tali ab. Er machte 1970 seinen Abschluss an der Tallinner Seeschifffahrtsschule (Tallinna Merekool). Ab 1970 fuhr er zur See. Ab 1974 war er bei sowjetestnischen Produktionseinheiten tätig. 1979/1980 war Kallo stellvertretender Direktor der Baugesellschaft, die für die Gebäude der Olympischen Sommerspiele 1980 in Tallinn verantwortlich zeichnete, deren Segelwettbewerbe in Pirita ausgetragen wurden.
1983 erwarb Kallo einen Abschluss im Fach Industrie- und Zivilbau am Polytechnischen Institut in Tallinn. Von 1980 bis 1994 war er in führenden Positionen der Stadt Tallinn beschäftigt, davon viele Jahre als Leiter des Bauamts der estnischen Hauptstadt.

## Politik
Im Zuge der Wiedererlangung der estnischen Unabhängigkeit betätigte sich Kalev Kallo auch politisch. 1991 gehörte er zu den Gründungsmitgliedern der Estnischen Zentrumspartei (Eesti Keskerakond).
Vom 17. April bis zum 6. November 1995 bekleidete Kalev Kallo das Amt des Verkehrsminister der Republik Estland in der kurzlebigen Koalitionsregierung von Ministerpräsident Tiit Vähi.
1996 wurde Kallo zum Leiter der Verkehrsbehörde der Stadt Tallinn ernannt. Von 1996 bis 1999 war er stellvertretender Bürgermeister von Tallinn.
Von 1999 bis 2003 war Kallo Abgeordneter im estnischen Parlament (Riigikogu). Nach dem Ausscheiden aus dem Parlament war er zunächst 2003/2004 Bürgermeister des Tallinner Stadtteils Lasnamäe, anschließend 2005 Bürgermeister des Stadtteils Tallinn-Innenstadt.
Von 2005 bis 2007 war Kallo erneut stellvertretender Bürgermeister von Tallinn. 2008 wurde ihm die Verdienstmedaille der estnischen Hauptstadt verliehen.
Bei der Parlamentswahl 2007 wurde Kallo erneut als Abgeordneter ins estnische Parlament gewählt. 2015 schied er aus dem Parlament aus. Anschließend war er bis 2017 Vorsitzender des Stadtrats von Tallinn.
Von 2000 bis 2008 war Kallo Präsident des Estnischen Boxverbands. Von 2005 bis 2020 gehörte er dem Aufsichtsrat der estnischen Zentralbank (Eesti Pank) an.
Bei der Parlamentswahl 2019 wurde er erneut als Abgeordneter ins estnische Parlament gewählt.

## Korruptionsverfahren
Im Juni 2019 verurteilte das Landgericht Tallinn Kalev Kallo im Zusammenhang mit den Ermittlungen gegen den Tallinner Bürgermeister und langjährigen Vorsitzenden der Zentrumspartei Edgar Savisaar zu einer Freiheitsstrafe verurteilt, die auf Bewährung ausgesetzt wurde. Das Gericht befand Kallo der Bestechlichkeit, Beihilfe zur Bestechung und Verstößen gegen die Gesetze zur Parteienfinanzierung für schuldig. Im November 2020 wurde das Urteil rechtskräftig.
Kallo schied daraufhin als Abgeordneter aus dem Parlament aus.